# Kula (gmina Rudo)
Kula (cyr. Кула) – wieś w Bośni i Hercegowinie, w Republice Serbskiej, w gminie Rudo. W 2013 roku liczyła 144 mieszkańców.